# Lennerd Daneels
Lennerd Daneels (Gierle, 10 april 1998) is een Belgisch voetballer die doorgaans als flankaanvaller speelt. Hij verruilde in 2024 Roda JC voor Helmond Sport.

## Carrière

### Jeugd
Daneels speelde in de jeugd van Germinal Beerschot Antwerpen tot hij die in 2010 verruilde voor die van het Nederlandse PSV. Hier doorliep hij vanaf de D-pupillen alle verdere jeugdelftallen. Daneels maakte op 25 augustus 2017 zijn debuut in het betaald voetbal. Hij speelde die dag met Jong PSV een wedstrijd in de Eerste divisie, uit bij Helmond Sport (1–2 winst). Hij kwam daarbij in de tachtigste minuut in het veld als vervanger voor Joey Konings.

### RKC Waalwijk
In de zomer van 2019 verliet hij PSV transfervrij en tekende hij een tweejarig contract bij Eredivisionist RKC Waalwijk. Daneels debuteerde op speeldag 1 in de uitwedstrijd tegen VVV Venlo, in de 85ste minuut mocht hij invallen voor Anas Tahiri. RKC verloor deze wedstrijd uiteindelijk met 3-1. In het seizoen 2020/21 brak Daneels door, en kwam hij bijna elke wedstrijd in actie. Op 5 december 2020 scoorde hij zijn eerste doelpunt, tegen VVV-Venlo (3-2). In totaal speelde hij 68 wedstrijden voor RKC, waarin hij twee maal scoorde.

### Roda JC
Daneels verkaste in 2023 naar Roda JC, dat uitkwam in de Eerste divisie. Hij debuteerde op 4 september 2022 tegen MVV Maastricht (1-1). Hij speelde 30 wedstrijden dat seizoen. Het seizoen erna, 2023/24, miste hij maar één wedstrijd. Hij scoorde zeven keer. Roda kwalificeerde zich voor de play-offs, maar deze gingen verloren tegen NAC Breda.

### Helmond Sport
Medio 2024 ging Daneels naar Helmond Sport. Hij debuteerde in de eerste speelronde tegen Jong FC Utrecht (1-1). Drie weken later, tegen VVV-Venlo, maakte hij zijn eerste doelpunt (3-0). Daneels is een vaste waarde in het elftal van Helmond.

## Clubstatistieken
| Seizoen     | Club          | Competitie     | Competitie | Competitie | Beker | Beker | Overig | Overig | Totaal | Totaal |
| Seizoen     | Club          | Competitie     | Wed.       | Dlp.       | Wed.  | Dlp.  | Wed.   | Dlp.   | Wed.   | Dlp.   |
| ----------- | ------------- | -------------- | ---------- | ---------- | ----- | ----- | ------ | ------ | ------ | ------ |
| 2017/18     | Jong PSV      | Eerste divisie | 12         | 1          | 0     | 0     | 0      | 0      | 12     | 1      |
| 2018/19     | Jong PSV      | Eerste divisie | 28         | 4          | 0     | 0     | 0      | 0      | 28     | 4      |
| 2019/20     | RKC Waalwijk  | Eredivisie     | 7          | 0          | 0     | 0     | 0      | 0      | 7      | 0      |
| 2020/21     | RKC Waalwijk  | Eredivisie     | 33         | 2          | 1     | 1     | 0      | 0      | 34     | 2      |
| 2021/22     | RKC Waalwijk  | Eredivisie     | 20         | 0          | 4     | 0     | 0      | 0      | 24     | 0      |
| 2022/23     | RKC Waalwijk  | Eredivisie     | 3          | 0          | 0     | 0     | 0      | 0      | 3      | 0      |
| 2022/23     | Roda JC       | Eerste divisie | 29         | 0          | 1     | 0     | 0      | 0      | 30     | 0      |
| 2023/24     | Roda JC       | Eerste divisie | 37         | 7          | 1     | 0     | 2      | 0      | 40     | 7      |
| 2024/25     | Helmond Sport | Eerste divisie | 34         | 4          | 1     | 0     | 0      | 0      | 35     | 4      |
| Club totaal | Club totaal   | Club totaal    | 203        | 17         | 8     | 1     | 2      | 0      | 213    | 18     |

Bijgewerkt op 16 april 2025.

## Interlandcarrière
Daneels is een voormalig Belgisch jeugdinternational, hij kwam uit voor België –15, –17, –18 en –19. Daneels maakte deel uit van het België –17 dat de halve finale van het EK –17 van 2015 bereikte en derde werd op het WK –17 van 2015.

## Erelijst
| Wereldkampioenschap voetbal onder 17 | Brons | 2015 |